# JooJoo

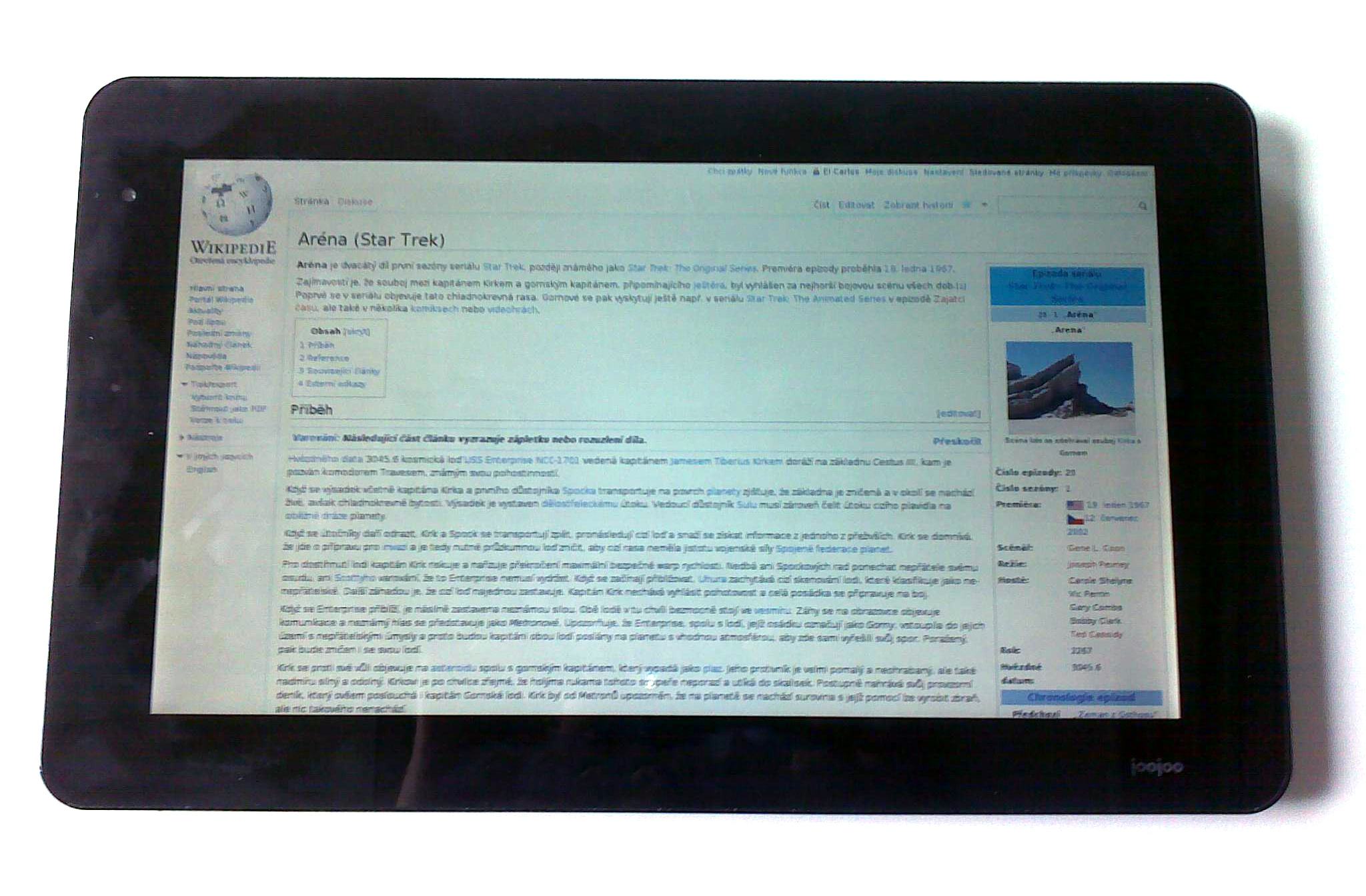
JooJoo web-tablet

JooJoo je multimediální počítač typu tablet firmy Fusion Garage. Jako operační systém funguje upravený Linux. JooJoo je prezentován jako webtablet, tedy nástroj primárně určený k procházení internetu. Nápad pod původním názvem CrunchPad vyvíjel ve spolupráci s Fusion Garage Michael Arrington. V listopadu 2009 však Fusion Garage uvedly, že budou tablet vyrábět sami. Toto rozhodnutí samozřejmě bylo následováno podáním žaloby na Fusion Garage. 

## Parametry
- Displej: Multidotykový LCD o úhlopříčce 12.1" s rozlišením 1366 x 768 pixelů
- Procesor: 1.6 GHz Intel Atom
- Grafický čip: nVidia ION
- Operační paměť: 1 GB
- Úložné zařízení: flash paměť o kapacitě 4 GB
- Bezdrátová konektivita: Wi-Fi 802.11 b/g nebo Bluetooth 2.1
- Operační systém: Linux
- Baterie: Lithium-iontová, dobíjecí
- Snímače: obsahuje akcelerometr a senzor pro automatickou regulaci jasu
- Hmotnost: 1,1 kg
- Rozměry: 18.9mm x 324.5mm x 199mm

## Popis
Tablet samotný pracuje na trochu jiném principu, než konkurenční iPad a slouží pouze k prohlížení webových stránek. Za asistence GoogleDocs a dalších je pak schopen otevřít např. prezentaci Microsoft PowerPoint nebo dokument PDF, ale není možné instalovat další programy nebo jej využít k prohlížení obrázků z USB flash disku. 
Ačkoliv to Fusion Garage nikde oficiálně neuvádí, bylo zjištěno, že lze na JooJoo nainstalovat upravenou verzi Windows 7, Linuxu nebo Mac OS. 